# СМС Ерцхерцог Карл
СМС Ерцхерцог Карл (SMS Erzherzog Karl) био је аустроугарски бојни брод класе Ерцхерцог класификован као преддреднот. Брод је поринут 1903. године.
У Првом светском рату коришћен је само у нападима на Анкону у Италији и у гушењу побуне у Боки.
Након рата предат је Француској, и након насукавања је исечен у Тунису 1921. године.